# Hōshin Engi
Hōshin Engi (封神演義), conhecido no Brasil como Soul Hunter é um anime e mangá de Ryu Fujisaki. O mangá foi publicado entre 1995 e 1999 na revista Weekly Shōnen Jump e depois foi compilado em 23 tankōbon, com 204 capítulos, mais tarde, entre 2004 e 2005 foram compilados em 18 kazenbans. Em 1998 foi adaptado para anime com o nome de chamado de Senkaiden Hōshin Engi (仙界伝 封神演義) pelo Studio DEEN e teve 26 episódios. No Brasil o anime foi transmitido pelas extintas emissoras Locomotion e Animax Brasil.

## Enredo
A história envolve um lendário conto da China, baseado no antigo Fengshen Yanyi, sobre o último membro da dinastia Yin e as conspirações para derrubá-lo.
Taikoubou é um jovem mágico com uma missão muito perigosa, acabar com os espíritos malignos na época de escuridão. A missão é salvar um imperador que foi enfeitiçado por uma poderosa bruxa e se converteu em fantoche. O país está em estado de caos e espíritos malignos andam por todas partes.

## Personagens
- Taikobo (太公望, Taikōbō): É o protagonista da série. É o melhor discípulo de Genshitenson na montanha Kongrong e recebe dele a lista dos Hoshins e torna-se o estrategista que ajuda a Dinastia Zhou. Usa sua inteligência e astúcia para derrotar seus inimigos. Apesar de sua aparência jovial, seu gosto para pessegos e doces, e seu ódio de medicamentos e injeções, Taikoubou tem 72 anos de idade, o qual demonstra na sua fala e em seu comportamento.
- Supushan (四不象, Sūpūshan): Animal sagrado destinado a ajudar Taikoubou, parece um hipopótamo branco com um pouco de cabelo cinza e sempre tem uma esfera azul em suas mãos.
- Nataku (哪吒): É um paopei humano. Desprovido de sentimentos, uma verdadeira arma humana.
- Yozen (楊戩, Yōzen): Aparece para testar Taikoubou e ajudá-lo em sua missão.
- Raishinshi (雷震子): É o 100° filho do imperador Ki-shou.
- Ko Hiko (黄飛虎, Kō Hiko): Pai de Tenka e Tenshyou, e também um dos protetores dos membros da dinastia Yin.
- Ko Tenka (黄天化, Kō Tenka): Filho de Kou Hiko.
- Ko Tenshyou (黄天祥, Kō Tenshō): Outro filho de Kou Hiko.
- Chu Ou (紂王, Chūō): O último imperador da dinastia Yin. A princípio foi um bom imperador até o demônio Makki aparecer e passar a controlá-lo.
- So Dakki (蘇妲己): É a principal vilã, que controla a mente do imperador e último membro da dinastia Yin.

## Mídias

### Mangá
O mangá Hoshin Engi foi escrito e ilustrado por Ryu Fujisaki e foi originalmente publicado na revista Weekly Shōnen Jump entre 1996 e 2000. Os 204 capítulos resultantes foram compilados em 23 tankōbon que foram publicados pela Shueisha entre 1 de novembro de 1996 e 22 de dezembro de 2000. A editora também lançou o mangá em forma de kanzenban entre 4 de julho de 2005 e 4 de abril de 2006, o que gerou dezoito volumes. Hoshin Engi ainda foi publicado como parte da série Shueisha Jump Remix, um total de dez volumes foram publicados entre janeiro e maio de 2008.

### Jogos eletrônicos
Cinco jogos baseado na série foram criados. A Bandai criou dois deles para a companhia Sony, ambos para PlayStation, Senkai Taisen ~TV Animation Hōshin Engi yori~ (仙界大戦～TVアニメーション仙界伝封神演義より～), lançado em 29 de julho de 2000 e
Senkai Tsūroku Seishin ~TV Animation Hōshin Engi yori~ (仙界通録正史～TVアニメーション仙界伝封神演義より～) lançado em 29 de março de 2001. A mesma companhia ainda desenvolveu outros dois jogos para WonderSwan, Senkaiden ~TV Animation Hōshin Engi yori~ (仙界伝～TVアニメーション仙界伝封神演義より～, Senkaiden ~TV Animēshon Senkaiden Hōshin Engi yori~), lançado em 24 de fevereiro de 2000 e Sekaiden Ni ~TV Animation Hōshin Engi yori~ (仙界伝弍～TVアニメーション仙界伝封神演義より～), lançado em 21 de dezembro de 2000. A Banpresto também produziu um jogo baseado em Hoshin Engi,  Senkai Ibunroku Juntei Taisen ~TV Animation Hōshin Engi yori~ (仙界異聞録 準提大戦～TVアニメーション仙界伝封神演義より～), lançado em 24 de novembro de 2000 para Game Boy Color. Taikobo, Dakki, Sibuxiang e Otenkun também estiveram presentes no jogo Jump Ultimate Stars para Nintendo DS.

## Recepção
No Japão, o mangá vendeu mais de treze milhões e trezentas cópias. Em 2007, para Deb Aoki do site About.com, Hoshin Engi foi o segundo melhor novo mangá shōnen, empatado com Spiral: The Bonds of Reasoning e atrás de Gintama.